# Sonny, Please
Albums de Sonny Rollins
Without a Song: The 9/11 Concert
(2004) Road Shows Vol. 1
(2008)
Sonny, Please est un album de jazz du saxophoniste ténor Sonny Rollins paru en 2006 sur le label Doxy Records. Il marque une nouvelle étape dans l'œuvre de Rollins car c'est son premier enregistrement studio sur son propre label, après avoir cessé une longue collaboration de plus de 30 ans avec le label Milestone Records.

## Réception
Jeff Tamarkin commente l'album sur AllMusic et indique que globalement le jeu de Rollins est ici « relativement décontracté » et il ajoute aussi qu'« il serait excessif de dire que Rollins est encore l'innovateur qu'il était dans les années 1950 et 1960, mais ce serait une erreur de sous-estimer ses capacités tel un ancien, parce que Sonny Please est un honorable, voir parfois un brillant effort ».
L'album atteint en 2007 la 7e place du Top Jazz Albums du Billboard.

## Titres
| N° | Titre                                     | Compositeur                                      | Durée |
| -- | ----------------------------------------- | ------------------------------------------------ | ----- |
| 1. | Sonny, Please                             | Sonny Rollins                                    | 7:59  |
| 2. | Someday I'll Find You                     | Noël Coward                                      | 9:53  |
| 3. | Nishi                                     | Sonny Rollins                                    | 7:52  |
| 4. | Stairway to the Stars                     | Matty Malneck, Mitchell Parish, Frank Signorelli | 5:14  |
| 5. | Remembering Tommy                         | Sonny Rollins                                    | 7:42  |
| 6. | Serenade (Ballet Les Millions d'Arlequin) | Sonny Rollins                                    | 8:18  |
| 7. | Park Palace Parade                        | Sonny Rollins                                    | 7:29  |

## Musiciens
Après une tournée effectuée au Japon, Rollins retourne en studio d'enregistrement avec son band pour plusieurs sessions, fin 2005 et début 2006. Les morceaux sont enregistrés au studio The Carriage House situé dans la banlieue de Stamford (Connecticut) et aux Avatar Studios à New York.
| Musicien         | Instrument                     | Titre |  | Équipe technique                |                   |
| ---------------- | ------------------------------ | ----- |  | ------------------------------- | ----------------- |
| Sonny Rollins    | saxophone ténor                | 1 - 7 |  | Sonny Rollins, Clifton Anderson | Producteur        |
| Clifton Anderson | trombone                       |       |  | Richard Corsello                | Ingénieur, mixage |
| Bobby Broom      | guitare                        |       |  | Phil Bray                       | Photographie      |
| Bob Cranshaw     | basse électrique et acoustique |       |  |                                 |                   |
| Steve Jordan     | batterie                       |       |  |                                 |                   |
| Kimati Dinizulu  | percussions                    |       |  |                                 |                   |